# 手銭弘喜
手銭 弘喜（てぜに ひろよし、1932年3月22日 - 1993年6月24日）は、日本のテレビ演出家、映画監督。島根県簸川郡出身。

## 人物
実家は、松江藩に300年仕えた十代あまりも続いている手錢家。長男であったが、実家は手銭記念館として保存されており、弟が後を継いでいる。
映画監督としては日活で基礎を身に着けた。早撮りの腕前が評価され、「暴れん坊将軍」や「太陽にほえろ!」をはじめテレビドラマ作品を中心に活躍したが、劇場映画を撮るチャンスになかなか恵まれず、晩年の「ファンキー・モンキー・ティーチャー」（1991年）が唯一の劇場映画作品となった。

## 監督作品

### テレビ
- 太陽にほえろ!
- 風雲ライオン丸
- 夜明けの刑事
- 水もれ甲介
- 雑居時代
- 気になる嫁さん
- 大江戸捜査網
- 気まぐれ天使
- 気まぐれ本格派
- 吉宗評判記 暴れん坊将軍
- 三毛猫ホームズシリーズ
- 大捜査線
- 私鉄沿線97分署
- あぶない刑事
- もっとあぶない刑事
- 勝手にしやがれヘイ!ブラザー
- あきれた刑事
- 代表取締役刑事

### 映画
- ファンキー・モンキー・ティーチャー